# Witold Wieliński
Witold Wieliński (ur. 26 czerwca 1968 w Ozimku) – polski aktor, znany z ról w serialach telewizyjnych: Fala zbrodni, Pierwsza miłość oraz Rajskie klimaty.

## Życiorys
W 1991 ukończył studia na PWST w Warszawie. W tym samym roku otrzymał nagrodę (wyróżnienie na Festiwalu Szkół Teatralnych w Łodzi). Na deskach teatralnych zadebiutował w 1992 rolą inspicjenta w sztuce „Czego nie widać” w Teatrze Współczesnym w Warszawie, w którym występował do 1996.

## Filmografia
- 2024-2025 - Królowie jako marszałek Piotr Ryterski

- 2024- Korona królów. Jagiellonowie jako marszałek Piotr Ryterski

- 2021 – Furioza jako restaurator
- 2020 – Nieobecni jako dyrektor klubu
- 2020 – Echo serca jako Witold Janik (odc. 41)
- 2020 – Kod genetyczny jako Boguś
- 2020 – Radio kamera akcja! jako ochroniarz
- 2020 – Zieja jako ubek
- 2019 – Ślad jako Antoni Gruszka (odc. 86)
- 2019 – Pod powierzchnią jako detektyw
- 2018–2019 – Korona królów jako garbarz Mszczuj (odc. 34-35, 50, 88, 90, 100, 102, 106-107, 109, 116)
- 2018 – Córka trenera jako dyrektor
- 2018 – Ojciec Mateusz jako „Gruby”, członek gangu Buciaruka (odc. 254)
- 2017 – Ptaki śpiewają w Kigali jako Witek
- 2015, 2017–2019 – Dziewczyny ze Lwowa jako „Bryła”, człowiek Myszora
- 2012 – Ja to mam szczęście jako ślusarz
- 2011 – Siła wyższa jako lekarz (odc. 7)
- 2011 – Aida jako szef infolinii (odc. 10)
- 2011 – Wszyscy kochają Romana jako Mariusz, przyjaciel Romana
- 2010 – Benek jako Gruby
- 2010 – Handlarz cudów jako taksówkarz
- 2009 – Rajskie klimaty jako Alek Wójcik
- 2009 – Pierwsza miłość jako Sylwester Banaszkiewicz „Medyk”
- 2008 – Agentki jako dostawca (odc. 3)
- 2008 – Doręczyciel jako sierżant Królikowski
- 2007 – Ryś jako Balon
- 2007 – Hela w opałach jako mężczyzna przy telefonie (odc. 36)
- 2006 – Plac Zbawiciela jako Witek
- 2006 – Kryminalni jako Józef Habik (odc. 50)
- 2005 – RajUstopy jako Krzysztof
- 2005 – Rodzina zastępcza jako gangster (odc. 200)
- 2004–2008 – Bulionerzy jako Waldemar Nochal
- 2004 – Wesele jako „Gruby”
- 2004 – Oficer jako sanitariusz (odc. 12)
- 2004 – Glina jako pracownik przechowalni bagażu na Dworcu Centralnym (odc. 11)
- 2003–2004 – Fala zbrodni jako „Torpeda” (odc. 7, 8, 9, 12, 13)
- 2001 – Kameleon jako Boczek
- 2001 – Pieniądze to nie wszystko jako ochroniarz
- 2000 – Miodowe lata jako „Kabanos”

- 1999 – Operacja „Koza” jako pielęgniarz w szpitalu psychiatrycznym
- 1999 – Fuks jako ochroniarz Bagińskiego
- 1999 – Policjanci jako barman w „Czterech Piórkach”
- 1999 – Prawo ojca jako posterunkowy
- 1999 – Tydzień z życia mężczyzny jako skin na ławie oskarżonych
- 1999 – Tygrysy Europy jako mężczyzna, którego „nie było” w klubie pani Steni
- 1998 – 13 posterunek jako weterynarz
- 1997 – Bandyta jako rumuński policjant
- 1997 – Musisz żyć jako dealer narkotyków przed klubem
- 1997 – Kochaj i rób co chcesz jako Kazik Wiśnik, brat Sławka
- 1996 – Maszyna zmian. Nowe przygody jako komandos (odc. 5)
- 1996 – Nocne graffiti jako Zdzisiek „Zyzo”
- 1995 – Cwał jako żołnierz na poligonie
- 1995 – Ekstradycja jako człowiek „Cyrka”
- 1995 – Honor dla niezaawansowanych jako agronom
- 1995 – Pułkownik Kwiatkowski jako członek obstawy pułkownika Kwiatkowskiego
- 1995 – Tato jako mężczyzna
- 1993 – Czterdziestolatek. 20 lat później jako ochroniarz Gajnego
- 1992 – Kawalerskie życie na obczyźnie jako Wacek

Źródło: Filmpolski.pl.